# GOOD DAYS (ZONEの曲)
「GOOD DAYS」（グッド・デイズ）は、日本のガールズロックバンド・ZONEのメジャー1作目（通算2作目）のシングル。

## 概要
- 前作「believe in love」から約1年2か月ぶりにしてメジャーデビューシングル。
- 表題曲はメンバー出演によるエフティ資生堂「ティセラトゥインクルドリーム」のCMソングに、カップリング曲はメンバー出演によるトミー「プチウェブチャティ」のCMソングに各々起用された。
- 本作制作時にメンバーは「メジャーデビューと引き換えに自分たちから奪われてしまうことがある」と気付き、表題曲の選定、レコーディングの手順、バンドルというネーミングやイメージ戦略まであらゆることに対して反発したという[1]。
- オリコン初登場20位を獲得。初めてランクインした。

## 収録曲
1. GOOD DAYS [3:34]
作詞：たくや
作曲：原一博
編曲：CHOKKAKU
2. fortune [3:56]
作詞：たくや
作曲：TSUKASA
編曲：CHOKKAKU
3. GOOD DAYS (Backing Tracks) [3:33]
作曲：原一博
編曲：CHOKKAKU
表題曲のバッキングトラックバージョン。
4. fortune (Backing Tracks) [3:54]
作曲：TSUKASA
編曲：CHOKKAKU
カップリング曲のバッキングトラックバージョン。

## タイアップ
- エフティ資生堂『ティセラトゥインクルドリーム』CMソング (#1)
- トミー『プチウェブチャティ』CMソング (#2)

## 楽曲の収録アルバム
- Z (#1)
- E 〜Complete A side Singles〜 (#1)
- ura E 〜Complete B side Melodies〜 (#2)